# Tears and Smiles
Tears and Smiles è un film muto del 1917 diretto da William Bertram.

## Trama
Spaventata dopo che il padre ubriaco ha picchiato sua madre, la piccola Marie scappa di casa. L'uomo viene arrestato e la mamma viene ricoverata in ospedale. Marie, rimasta sola, vaga nel parco dove incrocia un cagnolino. Una cameriera che la trova, non sapendo cosa fare, la porta nella casa dove lavora, quella dei Greer. Il padrone di casa, che vorrebbe a tutti i costi un bambino, è contento di accogliere la piccola Marie mentre sua moglie, una donna fatua e superficiale, è tutta occupata nella sua vita di società. Marie è felice nella nuova casa, circondata dall'affetto di Greer che vuole adottarla. Sua madre, quando esce dall'ospedale, è riluttante a far perdere alla figlia quel destino fortunato e così la donna chiede di lavorare come governante da Greer, in modo da poter essere vicina alla sua bambina. Tra il padrone di casa e la nuova governante, a poco a poco, si sviluppa un affetto profondo. Così, dopo la morte del marito di lei, rimasto ucciso nel tentativo di fuggire dal carcere, e la morte per suicidio della signora Greer, i due decidono di sposarsi dando una nuova famiglia alla piccola Marie.

## Produzione
Il film fu prodotto dalla Lasalida Film Corporation

## Distribuzione
Distribuito dalla Pathé Exchange, il film uscì nelle sale cinematografiche USA il 2 settembre 1917. In Francia prese il titolo Larmes et sourires e fu distribuito il 16 agosto 1918 dalla Pathé Frères.